# كريس ألن (مؤلف)
كريس ألن (بالإنجليزية: Chris Allen)‏ (7 ديسمبر 1964، برث في أستراليا)؛ روائي أسترالي.